# Be Water
《Be Water》是一部在2020年圣丹斯电影节上首映的紀錄片，导演為Bao Nguyen。這部紀錄片主要講述武术家李小龙的故事。它使用了大量的档案资料，并重点介绍了李小龙曾經在2年时间在香港拍摄了4部故事片。影片內容還涉及到美国的种族主义。Be Water一詞則出自李小龙1971年的一段采访。